# San Jerónimo, Ayotlán
San Jerónimo är en ort i Mexiko.   Den ligger i kommunen Ayotlán och delstaten Jalisco, i den centrala delen av landet, 400 km väster om huvudstaden Mexico City. San Jerónimo ligger 1 553 meter över havet och antalet invånare är 557.
Terrängen runt San Jerónimo är kuperad åt nordost, men åt sydväst är den platt. Runt San Jerónimo är det ganska tätbefolkat, med 108 invånare per kvadratkilometer. Närmaste större samhälle är Yurécuaro, 9,0 km sydost om San Jerónimo. I omgivningarna runt San Jerónimo växer huvudsakligen savannskog.